# Конояд
Конояд (пол. Konojad) — село в Польщі, у гміні Каменець Ґродзиського повіту Великопольського воєводства.
Населення — 498 осіб (2011).
У 1975-1998 роках село належало до Познанського воєводства.

## Демографія
Демографічна структура станом на 31 березня 2011 року:
|          | Загалом | Допрацездатний вік | Працездатний вік | Постпрацездатний вік |
| -------- | ------- | ------------------ | ---------------- | -------------------- |
| Чоловіки | 266     | 71                 | 176              | 19                   |
| Жінки    | 232     | 53                 | 138              | 41                   |
| Разом    | 498     | 124                | 314              | 60                   |